# Атум
Атум (егип. jtm(w) или tm(w) — «завершённый», копт. ⲁⲧⲟⲩⲙ, Atoum) — бог-демиург в древнеегипетской мифологии, сущность бога солнца Ра, одно из ранних божеств древнеегипетской мифологии; прародитель Эннеады.

## Мифология
Атум создал себя сам и существовал один в начале времён, плавая в первозданных водах хаоса Нуна. Прародитель Эннеады, создавший, выплюнув изо рта, близнецов влагу — Тефнут и воздух — Шу, от которых произошли земля — Геб и небо — Нут, а от них — Осирис, Исида, Сет и Нефтида. Поэтому Атума величали «множество множеств».
Он означал первоначальное и вечное единство всего сущего. Подобно остальным демиургам, он воплощает в себе как женское, так и мужское начало. Рука Атума — богиня Иусат.
Во многих текстах он называется Атум-Ра — вечерним, заходящим солнцем. Впоследствии почитание Атума было оттеснено культом Ра, отождествляемого с ним (Ра-Атум).

## Изображение
Атум возник из первичного хаоса в образе змея или ихневмона, но обычно изображается в виде человека с пшентом на голове (его эпитет — «владыка обеих земель», то есть Верхнего и Нижнего Египта), иногда изображался в виде старика. Священным животным имел кобру.
В «Текстах Пирамид» он появляется как первоначальная гора; также и в образе скарабея, который, по-видимому, появляется из-под земли, если о нём подумать. Атуму посвящён большой скарабей из гранита на священном озере в Карнаке. Другой формой представления бога может быть змея как хтоническое животное.
В «Книге Мёртвых» (гл. 175) Атум говорит Осирису о конце света, что всё созданное он снова разрушит, а сам снова превратится в змею.

## Культ
Центром поклонения Атума считался Гелиополь, где его изображали бараноголовым мужчиной или закатным солнцем.
В Мемфисе происхождение Атума вели от Птаха. Атум отождествлялся как с ним, так и с Хепри (Хепри же в ряде «Текстов пирамид» называется создателем Осириса), Аписом (Атум-Апис). Он сближался с Осирисом («живой Апис-Осирис — владыка неба Атума с двумя рогами на голове»). В мифе об истреблении людей Атум (или Нун) возглавляет совет богов, на котором богине-львице Хатхор-Сехмет было поручено наказать людей, замысливших зло против Ра. В другом мифе разгневанный Атум грозит разрушить всё им созданное и превратить мир в водную стихию. Древние египтяне наблюдали воздействие солнца на ил, оставляемый Нилом после разлива. Возможно, эти впечатления породили образ Атума.
Атум — один из богов-создателей (наряду с ним богами-создателями считались: в Фивах — Амон, в Элефантине — Хнум, в Мемфисе — Птах и в Гермополе — Тот).